# Carrícola
Carrícola è un comune spagnolo di 83 abitanti situato nella comunità autonoma Valenciana.
Situato a nord del Sierra di Benicadell. La superficie è montagnosa, specialmente nella zona della catena montuosa, dove raggiunge i 812 m di altitudine nell'Alt della Fontfreda.  
Il clima è temperato, con inverni freddi; i venti dominanti sono quelli dell'ovest che provocano le piogge, generalmente da novembre a febbraio; negli altopiani di Benicadell nevica nel mese di gennaio.